# Septembre 1904

## Événements
- Vendanges précoces dans le Nord de la France de 1904 à 1906.

- 1er septembre : le dernier ours de Suisse est abattu à Scuol.

- 4 septembre Répression-tuerie de Bugerru en Sardaigneː les mineurs étaient en grève depuis cinq jours.  La troupe envoyée sur place ouvrit le feu sur les grévistes, en tuant trois et en blessant onze. La grève générale fut déclarée dans toute l'Italie.
- 10 septembre : 
  - Guerre civile en Uruguay (1904-1905). Mort du caudillo Aparicio Saravia. Défaite militaire des Blancos en Uruguay, sanctionnée par la paix de Aceguá le 24 septembre. Le système de co-gouvernement (coparticipación) en vigueur depuis la révolution de 1897, disparaît.
    - José Batlle y Ordóñez dénonce la pratique selon laquelle le Président de la République exerçait le pouvoir à l’intérieur de son parti (influencia directriz). Il peut ensuite engager des réformes sur trois points : indépendance de l’économie vis-à-vis de l’extérieur et industrialisation, avantages sociaux envers la classe ouvrière, démocratisation du régime.

  - L'américain Bill Miner dévalise un train en Colombie-Britannique.

- 15 septembre : premier virage en vol pour les frères Wright.

- 16 septembre, Canada : érection du Diocèse de Sault-Sainte-Marie.

- 19 septembre[1] : le Laos obtient du Siam le territoire de Bassac.

- 20 septembre : premier vol d'avion en circuit fermé : il est effectué par les frères Wright sur leur Flyer II.

## Naissances
- 11 septembre : Marcel Kibler, résistant français, chef des FFI d'Alsace et un des fondateurs de la Septième colonne d'Alsace (Réseau Martial) ainsi que des Groupes mobiles d'Alsace († 1er juillet 1992).
- 14 septembre :
  - Francis Amyot, céiste canadien († 21 novembre 1962).
  - Paul Buschenhagen, coureur cycliste sur piste allemand († 18 octobre 1993).
  - Semion Ignatiev, homme politique soviétique († 27 novembre 1983).
  - Richard Mohaupt, compositeur germano-américain († 3 juillet 1957).
- 17 septembre : José María Hinojosa, poète, éditeur et avocat espagnol († 22 août 1936).
- 21 septembre : Hans Hartung, peintre français d'origine allemande ; Franz Stock, prêtre allemand († 7 décembre 1989).

## Décès
- 11 septembre : Honorine Emeric Bouvret, peintre française (° 18 avril 1824).
- 18 septembre : Herbert von Bismarck, homme politique allemand, fils d'Òtto (° 28 décembre 1849).
- 24 septembre : Émile Gallé, un des pionniers de l'Art nouveau, en France (° 4 mai 1846).